# Segnaletica stradale in Cile
La segnaletica stradale in Cile è regolata dal Fija refundido, coordinado y sistematizado de la ley de tránsito (Testo unico, coordinato e sistematico della legge stradale) e dal Manual de Señalización de Tránsito (Manuale della segnaletica stradale) in base alle direttive del Ministero dei trasporti e delle telecomunicazioni; dato che il Cile aderisce alla convenzione di Vienna sulla segnaletica stradale i segnali cileni sono conformi agli standard previsti da tale convenzione.
La segnaletica si divide in tre grosse categorie: segnaletica verticale, segnaletica luminosa e demarcazioni (segnaletica orizzontale). A suo volta la segnaletica verticale è divisa in segnaletica di prescrizione, pericolo e informazione.
Se vi è del testo nei segnali stradali questo è in lingua spagnola anche se per alcuni segnali di indicazione collocati nelle zone a forte presenza di nativi americani è prevista anche la presenza di testi in lingue native americane.
In Cile si guida a sul lato destro della strada e agli incroci non regolati da semafori o da altra segnaletica vige l'obbligo di dare la precedenza ai veicoli provenienti da destra.

## Segnaletica di prescrizione
I segnali di prescrizione hanno il compito di informare gli utenti della strada delle precedenze, dei divieti, delle restrizioni, degli obblighi, e delle autorizzazioni in vigore. Quasi tutti i segnali appartenenti a questa tipologia sono di forma circolare e sono installati poco prima del punto in cui è in vigore la prescrizione indicata dal segnale. I segnali di prescrizione si suddividono in segnali di precedenza, divieto, obbligo e autorizzazione.

### Segnali di precedenza
I segnali di precedenza sono utilizzati per stabilire i diritti di precedenza tra le varie strade. Agli incroci non regolati da alcun segnale di precedenza vige la regola della precedenza a destra.
| Segnale cileno | Significato     | Spiegazione |
|                | Dare precedenza | Prescrive di dare la precedenza all'incrocio.                                                                                                  |
|                | Stop            | Prescrive l'obbligo di arrestarsi in ogni caso in corrispondenza della striscia trasversale di arresto ad un incrocio e di dare la precedenza. |
|                | Alt bambini     | Prescrive di fermarsi e lasciare attraversare i bambini quando un moviere mostra una paletta con il segnale in questione.                      |

### Segnali di divieto
I segnali di divieto vengono utilizzati per vietare alcune manovre o limitare il transito di certe tipologie di veicoli. I segnali di divieto hanno la forma di un cerchio con bordo rosso e sfondo bianco con una barra diagonale che scende verso destra e inclinata di 45 ° rispetto all'orizzontale.
| Segnale cileno | Significato                                       | Spiegazione |
|                | Divieto d'accesso                                 | Vieta ai veicoli di entrare in una strada accessibile invece in un altro senso. |
|                | Divieto di svolta a sinistra                      | Vieta di svoltare a sinistra al prossimo incrocio. |
|                | Divieto di svolta a destra                        | Vieta di svoltare a destra al prossimo incrocio. |
|                | Divieto di inversione a U                         | Vieta di effettuare un'inversione di marcia a U. |
|                | Divieto di sorpasso                               | Vieta ai conducenti di veicoli di compiere qualsiasi manovra di sorpasso (anche nel caso possa essere compiuta non invadendo la semicarreggiata destinata all'altro senso di marcia).          |
|                | Divieto di cambiare corsia di marcia              | Vieta ai veicoli di spostarsi dalla corsia che stanno percorrendo ad un'altra corsia ad essa parallela.                                                                                        |
|                | Divieto di transito agli autocarri                | Vieta il transito degli autocarri nel tratto di strada successivo al segnale. |
|                | Divieto di transito ai veicoli a motore           | Vieta il transito dei veicoli a motore nel tratto di strada successivo al segnale. |
|                | Divieto di transito agli autobus                  | Vieta il transito agli autobus nel tratto di strada successivo al segnale. |
|                | Divieto di transito alle biciclette               | Vieta il transito alle biciclette nel tratto di strada successivo al segnale. |
|                | Divieto di transito alle motociclette             | Vieta il transito alle motociclette e ai veicoli ad esse similari nel tratto di strada successivo al segnale.                                                                                  |
|                | Divieto di transito alle macchine agricole        | Vieta il transito ai trattori e ai mezzi d'opera nel tratto di strada successivo al segnale.                                                                                                   |
|                | Divieto di transito ai veicoli a trazione animale | Vieta il transito ai veicoli a trazione animale nel tratto di strada successivo al segnale. |
|                | Divieto di transito ai carri a mano               | Vieta il transito dei carri a mano nel tratto di strada successivo al segnale. |
|                | Divieto di parcheggio                             | Vieta il parcheggio sul lato della strada in cui è posto il segnale; senza ulteriori precisazioni il divieto di parcheggio si applica nel tratto di strada successivo al segnale.              |
| [ 1 ]          | Divieto di parcheggio con eccezioni               | Vieta il parcheggio tranne che ai veicoli indicati nella parte inferiore del segnale (nell'esempio è concesso di parcheggiare ai veicoli per disabili).                                        |
|                | Divieto di parcheggio e fermata                   | Vieta il parcheggio e la fermata sul lato della strada in cui è posto il segnale; senza ulteriori precisazioni il divieto di parcheggio si applica nel tratto di strada successivo al segnale. |
|                | Divieto di transito ai pedoni                     | Vieta il transito ai pedoni nel tratto di strada successivo al segnale. |
|                | Non bloccare la griglia                           | Vieta ai veicoli di incolonnarsi, per qualsiasi ragione, nella zona dell'incrocio in cui è dipinta una griglia (box junction).                                                                 |
|                | Silenzio                                          | Vieta di effettuare segnalazioni acustiche e di produrre rumori accelerando bruscamente nel tratto di strada successivo al segnale.                                                            |

### Segnale di restrizione
I segnali di restrizione vengono utilizzati per imporre delle limitazioni al transito dovuta a caratteristiche particolari della strada. I segnali di restrizione (con l'eccezione del segnale "Fine di un divieto o di una restrizione") hanno la forma di un cerchio avente bordo rosso e sfondo bianco.
| Segnale cileno           | Significato                             | Spiegazione |
|                          | Velocità massima                        | Vieta di marciare ad una velocità in chilometri orari superiore a quella indicata nel tratto di strada successivo al segnale. |
| Immagine non disponibile | Zona a velocità massima                 | Indica l'inizio di una zona in cui è vietato marciare ad una velocità in chilometri orari superiore a quella indicata nel segnale. Il segnale è utilizzato nelle zona con elementi di moderazione del traffico.                                                                             |
|                          | Velocità minima                         | Vieta di marciare ad una velocità in chilometri orari inferiore a quella indicata nel tratto di strada successivo al segnale. |
|                          | Doppio senso di circolazione            | Indica che una strada a senso unico diventa a doppio senso di circolazione. |
|                          | Peso massimo                            | Vieta il transito di veicoli aventi massa complessiva superiore a quella indicata nel tratto di strada successivo al segnale. |
|                          | Peso massimo per asse                   | Vieta il transito di veicoli aventi massa per asse superiore a quella indicata nel tratto di strada successivo al segnale. |
|                          | Altezza massima                         | Vieta il transito di veicoli aventi altezza superiore a quella indicata nel tratto di strada successivo al segnale. |
|                          | Larghezza massima                       | Vieta il transito di veicoli aventi larghezza superiore a quella indicata nel tratto di strada successivo al segnale. |
|                          | Lunghezza massima                       | Vieta il transito di veicoli aventi lunghezza superiore a quella indicata nel tratto di strada successivo al segnale. |
|                          | Fine di un divieto o di una restrizione | Indica la fine di un divieto o di una restrizione (nell'esempio un divieto di sorpasso). Questo segnale non è usato per indicare la fine dei limiti di velocità massima (tranne che per quelli zonali) dato che in questo caso si utilizza un segnale che mostra il nuovo limite in vigore. |
| [ 2 ]                    | Solo TELEVIA o sistemi analoghi         | Indica che nel tratto di strada successivo al segnale possono transitare solo i veicoli dotati del sistema di pagamento elettronico TELEVIA (o sistemi di telepedaggio analoghi autorizzati).                                                                                               |

### Segnali di obbligo
I segnali di obbligo servono a stabilire un obbligo. I segnali appartenenti a questa categoria, salvo alcune eccezioni, sono di forma circolare anche se di colori piuttosto diversi tra di loro: alcuni segnali hanno bordo rosso, sfondo bianco e pittogrammi neri mentre altri hanno sfondo blu con simboli bianchi.
| Segnale cileno            | Significato                                      | Spiegazione |
| (Tipo I) oppure (Tipo II) | Senso unico                                      | Indica che una strada è a senso unico di circolazione nella direzione della freccia. Questo segnale è utilizzato in abbinamento ai segnali di "Nome e numerazione della strada". Esistono due varianti di questo segnale: il tipo I viene montato sulle pareti degli edifici mentre il tipo II viene montato sui pali stradali.                                                     |
| (Tipo I) oppure (Tipo II) | Doppio senso di circolazione                     | Indica che una strada è a doppio senso di circolazione. Questo segnale è utilizzato in abbinamento ai segnali di "Nome e numerazione della strada". Esistono due varianti di questo segnale: il tipo I viene montato sulle pareti degli edifici mentre il tipo II viene montato sui pali stradali.                                                                                  |
|                           | Zona pedonale                                    | Indica che una strada fa parte di una zona pedonale. Questo segnale è utilizzato in abbinamento ai segnali di "Nome e numerazione della strada". |
|                           | Tenersi a destra                                 | Indica ai conducenti che devono tenersi sul lato destro della strada al fine di agevolare i sorpassi. |
|                           | I veicoli pesanti si tengano sulla destra        | Indica ai conducenti di veicoli pesanti che devono tenersi sul lato destro della strada al fine di agevolare i sorpassi. |
|                           | Direzione obbligatoria                           | Obbliga a procedere nella direzione indicata dalla freccia. |
|                           | Precedenza al traffico in senso contrario        | Obbliga a dare la precedenza ai veicoli che provengono in direzione contraria in una strettoia. |
|                           | Preferenza al traffico in salita                 | |
|                           | Transito di pedoni                               | Indica che i pedoni devono circolare sul lato sinistro della strada, avendo di fronte il traffico veicolare. Per una maggiore chiarezza il segnale può essere corredato da un pannello complementare con la scritta "CAMINE POR SU IZQUIERDA". |
|                           | Passaggio obbligatorio a destra                  | Prescrive di superare un ostacolo sul lato destro. |
|                           | Passaggio obbligatorio a sinistra                | Prescrive di superare un ostacolo sul lato sinistro. |
|                           | Passaggio consentito da entrambi i lati          | Prescrive di superare un ostacolo o sul lato sinistro o sul lato destro. |
|                           | Minirotatoria                                    | Identifica una minirotatoria e prescrive di girare in senso antiorario attorno al cerchio bianco disegnato per terra. |
|                           | Controllo                                        | Segnala la presenza di un posto di controllo dove è obbligatorio fermarsi. Il motivo del controllo o le categorie di veicoli che devono fermarsi al controllo sono indicate nella parte inferiore del segnale (nell'esempio si tratta di un controllo doganale ma, a seconda della situazione, possono essere indicati anche controlli di polizia, fitosanitari o di altro genere). |
|                           | Uso delle catene obbligatorio                    | Obbliga ad utilizzare la catene da neve nel tratto di strada successivo al segnale. |
|                           | Accendere le luci                                | Obbliga ad accendere le luci anabbaglianti (a meno che il veicolo sia dotato delle luci di marcia diurna). |
|                           | Solo motociclette                                | Indica che una strada (o una corsia) è riservata alla circolazione delle sole motociclette. |
|                           | Percorso separato: autobus                       | Indica una corsia riservata agli autobus affiancata alle corsie utilizzabili dagli altri veicoli. |
|                           | Solo trasporto pubblico                          | Indica che una strada è riservata alla circolazione dei mezzi del trasporto pubblico. |
|                           | Percorso separato: veicoli a motore e biciclette | Indica l'esistenza di una pista ciclabile affiancata alla parte di strada utilizzabile dai veicoli a motore. |
|                           | Percorso separato: pedoni e biciclette           | Indica l'esistenza di una pista ciclabile affiancata ad un percorso pedonale. |
| [ 3 ]                     | Solo biciclette                                  | Indica l'esistenza di una pista ciclabile. |

### Segnali di autorizzazione
I segnali di autorizzazione rendono nota la possibilità di compiere alcune manovre che altrimenti sarebbero vietate. Come la maggior parte degli altri segnali di prescrizione hanno forma circolare (anche se generalmente sono inscritti in un rettangolo bianco) ma, a differenza del resto dei segnali, hanno il bordo verde.
| Segnale cileno | Significato                                   | Spiegazione |
|                | Svolta a destra con semaforo rosso permessa   | Indica che è possibile compiere una svolta a destra con il semaforo rosso, sempre che tale manovra non interferisca con il transito degli altri veicoli, e dando la precedenza ai pedoni in attraversamento. |
|                | Svolta a sinistra con semaforo rosso permessa | Indica che è possibile compiere una svolta a sinistra con il semaforo rosso, sempre che tale manovra non interferisca con il transito degli altri veicoli, e dando la precedenza ai pedoni in attraversamento. |
|                | Riservato                                     | Indica che il parcheggio in questione è un parcheggio riservato (come definito dall'articolo 159 del D.F.L. N ° 1/2007, del Ministero dei Trasporti, delle Telecomunicazioni e della Giustizia); i conducenti possono parcheggiare nel parcheggio riservato a patto che rimangono a bordo del veicolo e che liberino il posto quando sopraggiunge un veicolo che goda del diritto di parcheggiare in quel luogo. |

## Segnaletica di pericolo
La segnaletica di pericolo ha il compito di informare gli utenti della strada a riguardo di situazioni di pericolo che non sarebbero altrimenti percepibili con facilità. Salvo alcune eccezioni i segnali di pericolo utilizzati in Cile hanno la forma di un quadrato con una diagonale verticale; il quadrato è dotato di un sottile bordo nero mentre lo sfondo è di colore giallo (o arancione nel caso di segnali utilizzati in corrispondenza di cantieri).

### Segnali di pericolo riguardanti caratteristiche geometriche della strada
| Segnale cileno | Significato                            | Spiegazione |
|                | Curva a destra                         | Presegnala una curva a destra. |
|                | Curva a sinistra                       | Presegnala una curva a sinistra. |
|                | Curva stretta a destra                 | Presegnala una curva stretta a destra. |
|                | Curva stretta a sinistra               | Presegnala una curva stretta a sinistra. |
|                | Strada di curve a destra               | Presegnala una serie di tre o più curve a distanza ravvicinata; la prima curva è a destra.                                                                       |
|                | Serie di curve a sinistra              | Presegnala una serie di tre o più curve a distanza ravvicinata; la prima curva è a sinistra.                                                                     |
|                | Curva e controcurva a destra           | Presegnala una curva a destre seguita, a distanza ravvicinata, da una controcurva.                                                                               |
|                | Curva a controcurva a sinistra         | Presegnala una curva a sinistra seguita, a distanza ravvicinata, da una controcurva.                                                                             |
|                | Curva e controcurva strette a destra   | Presegnala una curva stretta a destra seguita, a distanza ravvicinata, da una controcurva.                                                                       |
|                | Curva e controcurva strette a sinistra | Presegnala una curva stretta a sinistra seguita, a distanza ravvicinata, da una controcurva.                                                                     |
|                | Tornante a destra                      | Presegnala un tornante a destra. |
|                | Tornante a sinistra                    | Presegnala un tornante a sinistra. |
| oppure         | Pendenza forte in discesa              | Presegnala un tratto di strada in discesa secondo il senso di marcia; un pannello complementare può indicare la pendenza in percentuale.                         |
| oppure         | Pedenza forte in salita                | Presegnala un tratto di strada in forte salita secondo il senso di marcia; un pannello complementare può indicare la pendenza in percentuale.                    |
|                | Dosso                                  | Presegnala un dosso rallentatore di velocità oppure dovuto alle deformazione della superficie stradale.                                                          |
|                | Ubicazione di dosso                    | Indica l'ubicazione di un dosso rallentatore di velocità. |
|                | Serie di dossi                         | Presegnala una serie di dossi sulla superficie stradale; la lunghezza del tratto di strada in cui sono presenti i dossi è indicata in un pannello complementare. |
|                | Depressione                            | Presegnala una depressione sulla strada. |

### Segnali di pericolo riguardanti restrizioni di natura strutturale delle strada
| Segnale cileno | Significato                                  | Spiegazione |
|                | Strettoia su entrambi i lati                 | Presegnala un restringimento della strada su entrambi i lati.                                                        |
|                | Strettoia a destra                           | Presegnala un restringimento della strada sul lato destro.                                                           |
|                | Strettoia a sinistra                         | Presegnala un restringimento della strada sul lato sinistro.                                                         |
|                | Ponte stretto                                | Presegnala una strettoia situata in corrispondenza di un ponte.                                                      |
|                | Allargamento della strada su entrambi i lati | Presegnala un allargamento della strada su entrambi i lati.                                                          |
|                | Allargamento della strada a sinistra         | Presegnala un allargamento della strada sul lato sinistro.                                                           |
|                | Allargamento della strada a destra           | Presegnala un allargamento della strada sul lato destro.                                                             |
|                | Peso massimo                                 | Presegnala una restrizione al transito per i veicoli aventi massa effettiva superiore a quella indicata nel segnale. |
|                | Altezza massima                              | Presegnala una restrizione al transito per i veicoli aventi altezza superiore a quella indicata nel segnale.         |
|                | Larghezza massima                            | Presegnala una restrizione al transito per i veicoli aventi larghezza superiore a quella indicata nel segnale.       |
|                | Lunghezza massima                            | Presegnala una restrizione al transito per i veicoli aventi lunghezza superiore a quella indicata nel segnale.       |
|                | Inizio dello spartitraffico centrale         | Segnala l'inizio di uno spartitraffico centrale.                                                                     |
|                | Fine dello spartitraffico centrale           | Segnala la fine di uno spartitraffico centrale.                                                                      |

### Segnali di pericolo riguardanti intersezioni con altre strade
| Segnale cileno | Significato                                   | Spiegazione |
|                | Passaggio a livello senza barriere            | Presegnala un passaggio a livello senza barriere |
|                | Passaggio a livello con barriere              | Presegnala un passaggio a livello con barriere. |
|                | Croce di sant'Andrea                          | Identifica l'ubicazione di un passaggio a livello. Il numero di binari della ferrovia, se maggiore di uno, è indicato nel pannello complementare presente al di sotto della croce di sant'Andrea.                                                                           |
|                | Rotatoria                                     | Presegnala un incrocio in cui vige la circolazione rotatoria. |
|                | Incrocio convenzionale                        | Presegnala un incrocio tra due strade tra di loro perpendicolari. Nei simboli utilizzati nel segnale, le eventuali strade di minore importanza sono caratterizzate da uno spessore minore rispetto alle strade di maggiore importanza.                                      |
|                | Intersezione a T                              | Presegnala un'intersezione a T con un'altra strada. Nei simboli utilizzati nel segnale, le strade di minore importanza sono caratterizzate da uno spessore minore rispetto alle strade di maggiore importanza.                                                              |
|                | Biforcazione                                  | Presegnala una biforcazione a Y di una strada. Nei simboli utilizzati nel segnale, le strade di minore importanza sono caratterizzate da uno spessore minore rispetto alle strade di maggiore importanza.                                                                   |
|                | Intersezione a destra                         | Presegnala un'intersezione con un'altra strada a destra. Nei simboli utilizzati nel segnale, le strade di minore importanza sono caratterizzate da uno spessore minore rispetto alle strade di maggiore importanza.                                                         |
|                | Intersezione a sinistra                       | Presegnala un'intersezione con un'altra strada a sinistra. Nei simboli utilizzati nel segnale, le strade di minore importanza sono caratterizzate da uno spessore minore rispetto alle strade di maggiore importanza.                                                       |
|                | Intersezioni ravvicinate, la prima a destra   | Presegnala un'intersezione con una strada a destra seguita a breve distanza da un'altra intersezione a sinistra. Nei simboli utilizzati nel segnale, le strade di minore importanza sono caratterizzate da uno spessore minore rispetto alle strade di maggiore importanza. |
|                | Intersezioni ravvicinate, la prima a sinistra | Presegnala un'intersezione con una strada a sinistra seguita a breve distanza da un'altra intersezione a destra. Nei simboli utilizzati nel segnale, le strade di minore importanza sono caratterizzate da uno spessore minore rispetto alle strade di maggiore importanza. |
|                | Confluenza a destra                           | Presegnala una confluenza di un'altra strada sulla destra. Nei simboli utilizzati nel segnale, le strade di minore importanza sono caratterizzate da uno spessore minore rispetto alle strade di maggiore importanza.                                                       |
|                | Confluenza a sinistra                         | Presegnala una confluenza di un'altra strada sulla sinistra. Nei simboli utilizzati nel segnale, le strade di minore importanza sono caratterizzate da uno spessore minore rispetto alle strade di maggiore importanza.                                                     |

### Segnali di pericolo riguardanti le caratteristiche operative della strada
| Segnale cileno | Significato                                  | Spiegazione |
|                | Doppio senso di circolazione                 | Presegnala che una strada a senso unico diventa a doppio senso di circolazione. |
|                | Ciclisti in strada                           | Presegnala la possibilità di trovare dei ciclisti in transito sulla strada. |
|                | Macchine agricole                            | Presegnala la possibilità di trovare macchine agricole in transito sulla strada. |
|                | Carri in strada                              | Presegnala la possibilità di trovare dei carri a trazione animale in transito sulla strada. |
|                | Animali in strada                            | Segnala la possibilità di trovare animali domestici o bestiame sulla strada. |
|                | Animali selvatici                            | Segnala la possibilità di trovare animali selvatici sulla strada. |
|                | Zona con presenza di pedoni                  | Presegnala la possibilità di trovare pedoni in transito sulla strada. |
|                | Attraversamento pedonale                     | Presegnala un attraversamento pedonale non semaforizzato e contraddistinto da appositi segni sulla carreggiata. Per indicare l'ubicazione precisa del passaggio pedonale in casi eccezionali può essere utilizzato questo segnale ma corredato di una freccia diagonale rivolta verso il basso (anche se di norma tale indicazione viene fatta tramite dei belisha beacon). |
|                | Zona scolastica                              | Presegnala un tratto di strada dove vi è la possibilità di incontrare degli scolari. Il segnale è installato in prossimità delle scuole e la velocità della strada su cui è posto non può essere maggiore di 60 chilometri orari. |
|                | Bambini che giocano                          | Segnala un tratto di strada dove è possibile trovare bambini che giocano in strada o nelle sue immediate vicinanze; se i bambini posso giocare direttamente in strada la velocità sul tratto di strada in questione non può essere maggiore di 20 chilometri orari. |
|                | Preavviso di semaforo                        | Presegnala un impianto semaforico. |
|                | Preavviso di un segnale di "Dare precedenza" | Presegnala un segnale di "Dare precedenza". |
|                | Preavviso di un segnale di "Stop"            | Presegnala un segnale di "Stop". |
|                | Attraversamento ciclabile                    | Presegnala un attraversamento ciclabile non semaforizzato e contraddistinto da appositi segni sulla carreggiata. |
|                | Uscita automezzi vigili del fuoco            | Presegnala la possibilità di trovare automezzi dei vigili del fuoco in uscita da una caserma. |

### Segnali di pericolo riguardanti situazioni speciali
| Segnale cileno | Significato             | Spiegazione |
|                | Frane                   | Presegnala il pericolo di caduta massi dalla parete rocciosa soprastante con possibile presenza di pietre sulla carreggiata. |
|                | Strada sdrucciolevole   | Presegnala un tratto di strada che in presenza di acqua sul manto stradale può diventare particolarmente sdrucciolevole. |
|                | Proiezione di ghiaia    | Presegnala la presenza di pietrisco, di materiale minuto o granaglia che può essere proiettato a distanza o scagliato in aria dai veicoli in transito. |
|                | Cavi dell'alta tensione | Segnala la presenza di cavi dell'alta tensione sospesi ad un'altezza pari o inferiore a 10 metri dal livello della strada. |
|                | Galleria                | Presegnala una galleria. |
|                | Riva                    | Segnala che u corso d'acqua non è dotato di protezioni laterali che lo separino dalla strada e quindi vi è la possibilità di cadere in acqua. |
|                | Aerei                   | Presegnala la possibilità di improvvisi forti rumori o abbagliamenti dovuti ad aeroplani a bassa quota che atterrano o decollano da un aeroporto o da un aerodromo situato nelle vicinanze.                                                                     |
|                | Vento laterale          | Presegnala la possibilità di forti raffiche di vento che possono compromettere la stabilità dei veicoli. |
|                | Alto scalino laterale   | Segnala un alto dislivello tra la carreggiata e la banchina oppure tra diverse corsie della strada. |
|                | Zona di valanghe        | Presegnala una tratto di strada soggetto a valanghe. |
|                | Barriera                | Si tratta di una barriera che viene posta alla fine di una corsia o di una rampa per indicare un tratto di strada non transitabile oppure che viene utilizzata per chiudere temporaneamente la strada in corrispondenza di un passaggio a livello o un casello. |
|                | Pericolo                | Presegnala un pericolo che non è contemplato da nessun altro segnale di pericolo; un pannello complementare specifica la natura della situazione pericolosa. |

### Segnali di pericolo temporanei
I segnali di pericolo temporanei vengono utilizzati in corrispondenza di cantieri stradali e, come tutta la segnaletica di cantiere, sono caratterizzati dall'uso del colore arancione.
| Segnale cileno | Significato                     | Spiegazione |
|                | Lavori in corso                 | Presegnala la presenza di lavori in corso sulla strada; si tratta del primo segnale che viene posto in corrispondenza di un cantiere. Si noti che se questo segnale è utilizzato come primo segnale che segnala un cantiere ha sfondo giallo mentre se si tratta di un segnale ripetuto dopo il primo ha sfondo arancione. |
|                | Fine lavori in corso            | Segnala la fine di un cantiere. |
|                | Moviere                         | Segnala la presenza di un moviere che gestisce il traffico usando una bandiera o una paletta con le scritte PARE e SIGA (fermarsi e andare avanti) rispettivamente su sfondo rosso e verde. |
|                | Transito di macchine operatrici | Segnala la possibilità di presenza di macchine operatrici che attraversano o si muovono a bassa velocità lungo la strada. |

## Segnali di informazione
I segnali di informazione si dividono in due grosse categorie: i segnali che servono a dare informazioni a riguardo delle destinazioni da raggiungere e i segnali che danno informazioni di diverso interesse. La prima categoria si suddivide a sua volta in segnali di presegnalazione, di direzione, di conferma, di identificazione della strada e di localizzazione mentre il secondo gruppo è suddiviso in segnai di servizio, di attrattive turistiche, altri segnali per autostrade e autovie, progressiva chilometrica, di parcheggio e di altro genere. A questi segnali vanno aggiunti i segnali temporanei utilizzati nei cantieri.
Come regola generale i segnali posizionati su autostrade e autovie sono caratterizzati dall'utilizzo del colore blu mentre quelli posti su strade convenzionali hanno lo sfondo verde; i segnali turistici e quelli utilizzati nelle zone con una forte presenza di popolazioni indigene sono caratterizzati dall'utilizzo del colore marrone

### Segnali di presegnalazione
I segnali di presegnalazione indicano, con grande anticipo, le direzioni da prendere nei successivi incroci o uscite autostradali.
| Segnale cileno | Significato                                                                | Spiegazione |
|                | Segnale diagrammatico di presegnalazione alle rotatorie                    | Indica le destinazioni raggiungibili alla prossima rotatoria. Questo segnale è posto con largo anticipo rispetto alla rotatoria.                                                                                          |
|                | Segnale diagrammatico di presegnalazione agli incroci                      | Indica le destinazioni raggiungibili al prossimo incrocio. Questo segnale è posto con largo anticipo rispetto all'incrocio.                                                                                               |
|                | Segnale diagrammatico di presegnalazione di uscita da strada convenzionale | Indica la prossima uscita da una strada convenzionale. Questo segnale è posto con largo anticipo rispetto all'uscita. |
|                | Segnale di presegnalazione di uscita da autostrada o autovia               | Indica la prossima uscita da un'autostrada o un'autovia. Questo segnale è posto con largo anticipo rispetto all'uscita.                                                                                                   |
|                | Segnale a ponte in autostrada o autovia                                    | Indica la direzioni raggiungibili incanalandosi nelle corsie situate sotto il segnale. |
|                | Strada alternativa                                                         | Indica come svoltare in una via effettuando una svolta indiretta; il nome della via in questione può essere indicato nella parte bassa del segnale.                                                                       |
|                | Rampa di emergenza                                                         | Presegnala una rampa di emergenza dove i conducenti di veicoli in avaria possono cercare di arrestare il veicolo. Il segnale è ripetuto più volte prima della rampa.                                                      |
|                | Solo trasporto pubblico nella via perpendicolare                           | Segnala che nella prossima strada che si incrocerà sono ammessi solamente veicoli adibiti al servizio di trasporto pubblico; una freccia indica quale sia il senso di circolazione che è riservato al trasporto pubblico. |

### Segnali di direzione
I segnali di direzione indicano la direzione da prendere per raggiungere le varie località. Generalmente questi segnali sono posti nelle immediate vicinanze di un'intersezione.
| Segnale cileno | Significato                                                          | Spiegazione |
|                | Segnale di direzione a tabella su autostrada o autopista             | Indica le direzioni raggiungibili alla prossima uscita da autostrada o autopista. Il segnale è posto nelle immediate vicinanze dell'uscita. |
|                | Segnale di direzione a tabella su strade convenzionali               | Indica le direzioni raggiungibili alla prossima uscita da una strada convenzionale o al prossimo incrocio. Il segnale è posto nelle immediate vicinanze dell'incrocio o dell'uscita. |
|                | Uscita immediata da autostrada o da autopista                        | Indica l'ubicazione di un'uscita da un'autostrada o da un'autovia; nel testo del segnale è indicata la parola "Salida" che significa "Uscita" in spagnolo. |
| oppure         | Uscita immediata da strada convenzionale                             | Indica l'ubicazione di un'uscita da una strada convenzionale; nel testo del segnale è indicata la parola "Salida" che significa "Uscita" in spagnolo. |
|                | Uscita immediata da strada convenzionale con nome della destinazione | Indica l'ubicazione di un'uscita da una strada convenzionale; nel testo del segnale è indicato il nome delle destinazioni raggiungibili o comunque iscrizione tipo "Pista emergencia" o "Returno" (che significano rispettivamente "Rampa di emergenza" e "Inversione di marcia" in spagnolo). |
|                | Pannelli distanziometrici per uscita                                 | Indica la distanza (300, 200 e 100 metri) da un'uscita da un'autostrada o da un'autovia. |
|                | Direzioni su pista ciclabile                                         | Indica le direzioni da prendere, lungo raggiungere le direzioni indicate. |

### Segnali di conferma
I segnali di conferma servono ad indicare le distanze dalle prossime località che si incontrano percorrendo una strada. Generalmente questi segnali sono posti dopo un'intersezione o un'uscita autostradale.
| Segnale cileno | Significato                                   | Spiegazione                                                           |
|                | Segnale di conferma su autostrada o autopista | Indica le distanze dalle prossime località su autostrada o autopista. |
|                | Segnale di conferma su strade convenzionali   | Indica le distanze dalle prossime località su strada convenzionale.   |
|                | Segnale di conferma su piste ciclabili        | Indica le distanze dalle prossime località su pista ciclabile.        |

### Segnali di identificazione della strada
| Segnale cileno | Significato                                     | Spiegazione |
|                | Tavoletta identificativa di strada Panamericana | Identifica che la strada che si sta percorrendo fa parte della Panamericana.                                                                                      |
|                | Tavoletta numerata identificativa di strada     | Indica il numero della strada che si sta percorrendo. |
|                | Nome e numeri civici di via                     | Indica il nome e i numeri civici di una strada. Normalmente il segnale è nero con scritte e numeri bianchi ma è possibile trovarlo anche con colorazioni diverse. |
|                | Tavoletta identificativa di ciclopista          | Indica il numero o il nome di una ciclopista. |

### Segnali di localizzazione
| Segnale cileno | Significato                                                                 | Spiegazione |
|                | Segnale di localizzazione (esempio)                                         | Identifica, a seconda del contesto, l'inizio di un comune, di una zona urbana oppure il nome di un fiume, lago, parco, luoghi storici o altri punti di interesse.                                                                               |
|                | Segnali di localizzazione in zone con rilevante presenza indigena (esempio) | Si tratta di un segnale di localizzazione in cui il testo è scritto sia in lingua indigena che in spagnolo (le iscrizioni in spagnolo sono collocate, tra due parentesi, al di sotto di quelle in lingua indigena e sono di dimensioni minori). |

### Segnali di servizi
| Segnale cileno | Significato                              | Spiegazione                                                                               |
|                | Aeroporto                                | Indica la presenza di un aeroporto.                                                       |
|                | Alimentazione/Ristorante                 | Indica la presenza di un ristorante o comunque di un luogo dove è possibile mangiare.     |
|                | Pernottamento                            | Indica la presenza di una struttura dove è possibile pernottare.                          |
|                | Bancomat                                 | Indica la presenza di un bancomat dove è possibile prelevare i soldi.                     |
|                | Campeggio                                | Indica la presenza di un campeggio.                                                       |
|                | Aerodromo                                | Indica la presenza di un aerodromo o di un campo d'aviazione.                             |
|                | Centro commerciale                       | Indica la presenza di un centro commerciale.                                              |
|                | Centro congressi                         | Indica la presenza di un centro congressi.                                                |
|                | Posta                                    | Indica la presenza di un ufficio postale.                                                 |
|                | Imbarco                                  | Indica la presenza di un imbarco sulle navi.                                              |
|                | Stazione di servizio                     | Indica la presenza di una stazione di servizio dove è possibile rifornirsi di carburante. |
|                | Stazione ferroviaria                     | Indica la presenza di una stazione ferroviaria.                                           |
|                | Chiesa                                   | Indica la presenza di una chiesa.                                                         |
|                | Informazioni turistiche                  | Indica la presenza di un punto informazioni per turisti.                                  |
|                | Meccanico                                | Indica la presenza di un meccanico.                                                       |
|                | Pronto soccorso/Ospedale                 | Indica la presenza di un posto di pronto soccorso o di un ospedale.                       |
|                | Servizi igienici                         | Indica la presenza di servizi igienici.                                                   |
|                | Funivia                                  | Indica la presenza di una funivia.                                                        |
|                | Telefono pubblico                        | Indica la presenza di un telefono pubblico.                                               |
|                | Terminale d'imbarco per navi da crociera | Indica la presenza di un imbarco per navi da crociera.                                    |
|                | Traghetto                                | Indica la presenza di un traghetto.                                                       |

### Segnali per attrattive turistiche
| Segnale cileno | Significato                                               | Spiegazione |
|                | Scogliera                                                 | Indica la presenza di una scogliera di particolare interesse turistico.                                                                                             |
|                | Artigianato                                               | Indica un punto vendita di oggetti d'artigianato. |
|                | Immersioni                                                | Indica la possibilità di fare immersioni sott'acqua. |
|                | Escursioni a cavallo                                      | Indica una struttura dove è possibile fare delle escursioni a cavallo.                                                                                              |
|                | Canoa                                                     | Indica la possibilità di andare in canoa. |
|                | Gioco della teleferica/Tirolese                           | Indica la possibilità di calarsi usando una teleferica. |
|                | Cascata                                                   | Indica la presenza di una cascata. |
|                | Casinò                                                    | Indica la presenza di un casinò. |
|                | Grotta                                                    | Indica la presenza di una grotta dove è possibile praticare attività speleologiche.                                                                                 |
|                | Caccia                                                    | Indica la possibilità di praticare attività venatorie. |
|                | Cimitero                                                  | Indica la presenza di un cimitero. |
|                | Centro sci                                                | Indica un centro dove è possibile avere informazioni riguardo ad attività sciistiche.                                                                               |
|                | Ciclismo                                                  | Indica la possibilità di praticare attività ciclistiche. |
|                | Degustazione di vino                                      | Indica la possibilità di prendere parte ad attività di degustazione di vino.                                                                                        |
|                | Sport in generale                                         | Indica la possibilità di praticare attività sportive. |
|                | Dune                                                      | Indica la presenza di dune sabbiose di particolare interesse turistico.                                                                                             |
|                | Equitazione/Ippica                                        | Indica la presenza di una scuderia dove praticare attività ippiche.                                                                                                 |
|                | Arrampicata                                               | Indica la possibilità di praticare attività di arrampicata. |
|                | Sci                                                       | Indica la possibilità di praticare attività sciistiche. |
|                | Sci nautico                                               | Indica la possibilità di praticare sci nautico. |
|                | Etnoturismo                                               | Indica la presenza di un'attività turistica legata alle popolazioni indigene.                                                                                       |
|                | Escursione/Trekking                                       | Indica la possibilità di praticare escursioni a piedi. |
|                | Fauna                                                     | Indica un punto di osservazione faunistico. |
|                | Fiera/Mercato                                             | Indica la presenza di una fiera o di un mercato. |
|                | Flora                                                     | Indica un punto di osservazione della flora. |
|                | Flora e fauna                                             | Indica un punto di osservazione per la flora e la fauna. |
|                | Folclore/Musica tradizionale                              | Indica la possibilità di partecipare ad attività folcloristiche tradizionali.                                                                                       |
|                | Forte                                                     | Indica la presenza di un forte. |
|                | Gastronomia                                               | Indica un punto vendita di gastronomia locale. |
|                | Geyser                                                    | Indica la presenza di un geiger. |
|                | Geologia/Formazione geologica                             | Indica la presenza di una formazione geologica di particolare interesse.                                                                                            |
|                | Ghiacciaio                                                | Indica la presenza di un ghiacciaio. |
|                | Golf                                                      | Indica la presenza di un campo da golf. |
|                | Fattoria didattica/Turismo rurale                         | Indica la presenza di una fattoria didattica o altre attività legati all'ambiente rurale.                                                                           |
|                | Zona umida                                                | Indica la presenza di un ambiente umido di particolare interesse turistico.                                                                                         |
|                | Lago/Laguna                                               | Indica la presenza di un lago o una laguna di particolare interesse turistico.                                                                                      |
|                | Miniera                                                   | Indica la presenza di una miniera. |
|                | Punto osservazione                                        | Indica la presenza di un punto osservazione del panorama. |
|                | Punto panoramico fotografico                              | Indica la presenza di un punto panoramico dove è possibile scattare della fotografie.                                                                               |
|                | Montagna/Collina                                          | Indica la presenza di un rilievo di particolare interesse turistico.                                                                                                |
|                | Attività montane                                          | Indica la possibilità di praticare attività turistiche legate alla montagna.                                                                                        |
|                | Archeologia/Sito archelogico                              | Indica la presenza di un sito archeologico. |
|                | Monumento storico                                         | Indica la presenza di un monumento storico. |
|                | Monumento e area naturale protetta (SNASPE)               | Indica la presenza di un monumento storico situato in un'area naturale protetta facente parte del sistema nazionale di aree silvestri protette dallo stato (SNASPE) |
|                | Monumento pubblico                                        | Indica la presenza di un monumento pubblico (ad esempio una statua).                                                                                                |
|                | Motociclismo                                              | Indica la possibilità di praticare attività motociclistiche. |
|                | Mountain bike                                             | Indica la possibilità di andare in mountain bike. |
|                | Museo/Centro culturale                                    | Indica la presenza di un museo o un centro culturale. |
|                | Nuoto                                                     | Indica la possibilità di nuotare. |
|                | Barche a motore                                           | Indica la possibilità di noleggiare barche a motore. |
|                | Barche senza motore                                       | Indica la possibilità di noleggiare barche non a motore (ad esempio barche a vela).                                                                                 |
|                | Avvistamento volatili                                     | Indica la presenza di una postazione per l'osservazione di volatili.                                                                                                |
|                | Avvistamento fauna marittima                              | Indica la presenza di una postazione per l'osservazione di fauna marittima                                                                                          |
|                | Paleontologia                                             | Indica la presenza di attività legate alla paleontologia. |
|                | Parapendio/Sport aeronautici                              | Indica la possibilità di praticare parapendio o altri sport aeronautici.                                                                                            |
|                | Parco/Piazza                                              | Indica la presenza di un parco o una piazza di particolare interesse.                                                                                               |
|                | Parco naturale                                            | Indica la presenza di un parco naturale. |
|                | Patrimonio dell'umanità                                   | Indica la presenza di un sito che fa parte della lista dei patrimoni mondiali dell'umanità.                                                                         |
|                | Pesca ricreativa                                          | Indica la possibilità di praticare attività di pesca per svago. |
|                | Incisioni rupestri                                        | Indica la presenza di un sito di incisioni rupestri. |
|                | Pic-nic                                                   | Indica la presenza di un'area attrezzata per i pic-nic. |
|                | Spiaggia                                                  | Indica la presenza di una spiaggia. |
|                | Pueblo/Architettura di particolare interesse              | Indica la presenza di un pueblo o di un edificio di particolare pregio architettonico.                                                                              |
|                | Rafting                                                   | Indica la possibilità di praticare rafting. |
|                | Scalata di pareti verticali                               | Indica la possibilità di compiere attività di scalata di pareti verticali.                                                                                          |
|                | Parco marino/Riserva marina/Area marina costiera protetta | Indica la presenza di un'area marittima protetta. |
|                | Fiume                                                     | Indica la presenza di un fiume di particolare interesse turistico.                                                                                                  |
|                | Rodeo                                                     | Indica la possibilità di assistere ad un rodeo. |
|                | Deserto di sale                                           | Indica la presenza di un deserto di sale. |
|                | Zona umida Ramsar                                         | Indica una zona umida di particolare importanza tutelata secondo la convenzione di Ramsar.                                                                          |
|                | Snowboard                                                 | Indica la possibilità di praticare snowboard. |
|                | Surf                                                      | Indica la possibilità di praticare surf. |
|                | Rafting                                                   | Indica la possibilità di praticare rafting. |
|                | Terme                                                     | Indica la presenza di un centro termale. |
|                | Diga                                                      | Indica una diga di particolare interesse turistico. |
|                | Treno tematico                                            | Indica la possibilità di prendere un treno che percorre una ferrovia di particolare interesse turistico.                                                            |
|                | Vigneti                                                   | Indica la presenza di vigneti. |
|                | Vulcano                                                   | Indica la presenza di un vulcano. |
|                | Windsurf                                                  | Indica la possibilità di praticare windsurf. |
|                | Zona tipica o pittoresca                                  | Indica un luogo particolarmente pittoresco. |
|                | Zoo                                                       | Indica la presenza di uno zoo. |
|                | Segnale per monumento nazionale                           | Indica la distanza e la direzione da prendere per raggiungere il monumento nazionale indicato nel segnale.                                                          |

### Altri segnali per autostrade e autovie
| Segnale cileno | Significato                                                | Spiegazione |
|                | Inizio autostrada o autovia                                | Indica l'inizio di un'autostrada o un'autovia.                                                                                                  |
|                | Fine autostrada o autovia                                  | Indica la fine di un'autostrada o un'autovia.                                                                                                   |
|                | Indicazione di uscita laterale a destra                    | Indica un'uscita da un'autostrada o da un'autovia.                                                                                              |
|                | Uscita prima dell'ingresso in autostrada                   | Indica un'uscita situata prima dell'ingresso in autostrada.                                                                                     |
|                | Inversione di marcia in autostrada o autovia               | Indica la possibilità di effettuare un'inversione di marcia lungo un'autostrada o un'autovia.                                                   |
|                | Presegnalazione di luogo abilitato per la sosta            | Presegnala, alla distanza indicata nel segnale, un luogo attrezzato per la sosta.                                                               |
|                | Telefono di emergenza                                      | Indica la presenza di un telefono di emergenza.                                                                                                 |
|                | Autostrada o autopista dotata di TELEVIA o sistema analogo | Indica che un'autostrada è attrezzata per il pagamento elettronico tramite il sistema di telepedaggio TELEVIA (o sistemi analoghi autorizzati). |

### Segnali di progressiva chilometrica
| Segnale cileno | Significato                                                                         | Spiegazione |
|                | Segnale di progressiva chilometrica                                                 | Indica la progressiva chilometrica della strada dove è posto. |
|                | Segnale di progressiva chilometrica nelle zone con presenza di popolazioni indigene | Indica la progressiva chilometrica della strada dove è posto; tale segnale è caratterizzato dall'utilizzo di un fondo di colore marrone e dalla presenza di una greca bianca. |

### Segnali di parcheggio
| Segnale cileno | Significato              | Spiegazione |
|                | Parcheggio consentito    | Indica un luogo dove è possibile parcheggiare. Lo sfondo del segnale è sempre di colore blu, indipendentemente dalla strada su cui è collocato. |
|                | Parcheggio di biciclette | Indica un luogo dove è possibile parcheggiare le biciclette.                                                                                    |

### Altri segnali di informazione
I segnali contenuti in tale categoria forniscono informazioni di vario genere che non sono contenute in altri segnali di informazione. In generale i segnali collocati su autostrade o autovie hanno sfondo blu mentre quelli sulle altre strade hanno fondo verde.
| Segnale cileno | Significato                                             | Spiegazione                                                                                              |
| oppure         | Stazione di pedaggio                                    | Indica la presenza ad una stazione di pagamento del pedaggio.                                            |
| oppure         | Stazione di pesatura                                    | Indica la presenza di una stazione di pesatura degli autocarri.                                          |
|                | Fermata autobus                                         | Identifica una fermata per autobus                                                                       |
|                | Fermata per taxi collettivi                             | Identifica una fermata per taxi collettivi.                                                              |
|                | Fermata mista                                           | Identifica una fermata di autobus e taxi collettivi.                                                     |
|                | Corsia per autobus                                      | Presegnala l'inizio di una corsia per soli autobus sulla strada che si sta percorrendo.                  |
|                | Strada perpendicolare con corsia riservata agli autobus | Indica che nella prossima strada sulla destra è presente una corsia riservata agli autobus.              |
| oppure         | Controllo fotografico                                   | Indica la presenza del controllo elettronico delle infrazioni.                                           |
|                | Inizio corsia ciclabile                                 | Presegnala l'inizio di una corsia per biciclette affiancata alle corsie destinate al resto del traffico. |
|                | Fine di corsia ciclabile                                | Indica la fine di una corsia per biciclette affiancata alle corsie destinate al resto del traffico.      |
|                | Fine di pista ciclabile                                 | Indica la fine di una pista ciclabile.                                                                   |
|                | Area condivisa pedoni-biciclette                        | Indica un percorso destinato al transito promiscuo di pedoni e ciclisti.                                 |

### Segnali di informazione che guidano i conducenti attraverso una deviazione
Si tratta di segnaletica di cantiere che viene utilizzata per indicare l'inizio o la fine di una deviazione.
| Segnale cileno | Significato                | Spiegazione                                                         |
|                | Deviazione                 | Indica la direzione da seguire per proseguire lungo una deviazione. |
|                | Vicinanza di un deviazione | Indica l'inizio di una deviazione alla distanza indicata.           |
|                | Fine di una deviazione     | Indica la fine di una deviazione.                                   |

### Segnali di informazione riguardanti le corsie di marcia in autostrade e autovie
Questi segnali vengono utilizzati per indicare l'aumento o la riduzione del numero delle corsie lungo le autostrade e le autovie in corrispondenza di un cantiere stradale.
| Segnale cileno | Significato                                                              | Spiegazione |
|                | Fine di corsia sul lato destro                                           | Indica una riduzione del numero di corsie sul lato destro della strada.                                                     |
|                | Fine di corsia sul lato sinistro                                         | Indica una riduzione del numero di corsie sul lato sinistro della strada.                                                   |
|                | Aumento di corsie sul lato destro                                        | Indica un aumento del numero di corsie sul lato destro della strada.                                                        |
|                | Aumento di corsie sul lato sinistro                                      | Indica un aumento del numero di corsie sul lato sinistro della strada.                                                      |
|                | Cambio dell'allineamento delle corsie sul lato destro                    | Indica un cambio nell'allineamento delle corsie sulla strada che si concretizza su uno spostamento delle corsie a destra.   |
|                | Cambio dell'allineamento delle corsie sul lato sinistro                  | Indica un cambio nell'allineamento delle corsie sulla strada che si concretizza su uno spostamento delle corsie a sinistra. |
|                | Cambio dell'allineamento delle corsie su strada a doppio senso di marcia | Indica un cambio nell'allineamento delle corsie sulla strada a doppio senso di marcia.                                      |

### Altri segnali temporanei di informazione
| Segnale cileno | Significato                       | Spiegazione                                                                   |
|                | Fermata di autobus                | Indica una fermata provvisoria di autobus.                                    |
|                | Pedoni                            | Indica ai pedoni che devono circolare nella direzione indicata dalla freccia. |
|                | Semaforo fuori servizio           | Indica che un semaforo è fuori servizio.                                      |
|                | Passaggio pedonale fuori servizio | Indica che un passaggio pedonale è fuori servizio.                            |

## Segnaletica luminosa

### Semafori veicolari
In Cile i semafori veicolari seguono il seguente schema di colori: verde-giallo-rosso-verde. I significati dei vari colori, per lo più conformi alle convenzioni internazionali, sono descritti qui sotto:
- Luce verde : è possibile impegnare l'incrocio.
- Luce gialla : non è possibile impegnare l'incrocio a meno di essere talmente vicini ad esso da non potersi arrestare in sicurezza.
- Luce rossa : non è possibile impegnare l'incrocio.
- Freccia verde : ha significato identico a quello della luce verde ma solo nella direzione indicata dalla freccia.
- Freccia verde lampeggiante : ha un significato identico alla luce gialla ma solo nella direzione indicata dalla freccia.
- Luce gialla lampeggiante : indica di procedere con cautela; è utilizzato sulle strade che, quando un semaforo è disattivato dal normale funzionamento, non godono della precedenza oppure per evidenziare un pericolo.
- Luce rossa lampeggiante : indica di dare la precedenza; generalmente è utilizzata sulle strade che, quando un semaforo è disattivato dal normale funzionamento, non godono della precedenza.
- Doppia luce rossa lampeggiante alternativamente : indica di fermarsi. utilizzata solamente nei passaggi a livello o per fermare il traffico alle uscite dei mezzi di emergenza (ad esempio in prossimità di una caserma dei vigili del fuoco).

### Semafori per pedoni e ciclisti
I semafori utilizzati per regolare il traffico dei pedoni e delle biciclette hanno solo due colore: verde (via libera) e rosso (fermarsi). Le luci utilizzate in tali semafori hanno rispettivamente la forma di una bici e di un pedone (che cammino in caso di luce verde o che sta fermo in caso di luce rossa).

### Pannelli a messaggio variabile
Tra i segnali luminosi sono inclusi anche i pannelli a messaggio variabile: essi sono costituiti o da un testo luminoso di colore arancione o da un simbolo o da una combinazione di un testo e di un simbolo.
I simboli utilizzati riproducono i consueti segnali verticali anche se esistono alcuni simboli che sono utilizzati nei soli pannelli a messaggio variabile.

#### Segnali croce/freccia
Questi segnali indicano l'apertura o la chiusura della corsia di marcia sopra alla quale sono montati. Se i segnali luminosi lampeggiano significa che si è nelle vicinanze di un incidente; negli altri casi i segnali luminosi sono fissi. Si noti che i colori verde, giallo e rosso che vengono utilizzati in tali segnali possono essere rimpiazzati dal bianco o dal giallo ambra se sono posti su strade urbane.
| Segnale cileno | Significato       | Spiegazione |
|                | Croce             | Si tratta di una croce rossa che indica che la corsia sopra alla quale è posta è chiusa al transito.             |
|                | Freccia obliqua   | Si tratta di una freccia gialla diagonale che indica che bisogna spostarsi nella corsia indicata dalla freccia.  |
|                | Freccia verticale | Si tratta di una freccia verticale verde che indica che la corsia sopra alla quale è posta è aperta al transito. |

#### Segnali di senso di circolazione
Questi segnali indicano il senso di circolazione di una strada in cui il senso di circolazione può essere cambiato nell'arco della giornata.
| Segnale cileno | Significato                  | Spiegazione                                                           |
|                | Senso unico a destra         | Indica che una strada è a senso unico di circolazione verso destra.   |
|                | Senso unico a sinistra       | Indica che una strada è a senso unico di circolazione verso sinistra. |
|                | Doppio senso di circolazione | Indica che una strada è a doppio senso di circolazione.               |

#### Segnali di pericolo utilizzabili per pannelli a messaggio variabile
Si tratta di segnali di pericolo che sono previsti solo per i pannelli a messaggio variabile (dove comunque possono essere mostrati anche i consueti segnali di pericolo)
| Segnale cileno | Significato                   | Spiegazione |
|                | Condizioni climatiche avverse | Segnala la presenza di condizioni climatiche avverse (pioggia, neve o nebbia).                                                                                  |
|                | Incidente                     | Segnala che è avvenuto un incidente. |
|                | Coda                          | Segnala la presenza di veicoli in coda. |
|                | Veicolo in avaria             | Segnala la di un veicolo in avaria fermo in strada. Si noti che il simbolo utilizzato rappresenta un'auto con dietro il segnale mobile di pericolo (triangolo). |

## Demarcazioni
Le demarcazioni utilizzate in Cile si dividono, in base alla loro forma in: demarcazioni longitudinali, demarcazioni trasversali, simboli e iscrizioni e demarcazioni altro tipo. Generalmente il loro colore è bianco anche se in alcuni casi è previsto l'utilizzo del giallo.

### Demarcazioni longitudinali
- Linee di mezzeria centrale : servono a delimitare la parte di strada riservata a ciascun senso di marcia nelle strade a doppio senso di circolazione. La linea di mezzeria centrale può essere costituita da una striscia discontinua, da due strisce continue oppure da una striscia continua affiancata ad una discontinua; la doppi alinea continua può essere corredata da inserti catarifrangenti di colore rosso. Le linee discontinue possono essere superate per le svolte o le manovre di sorpasso mentre ciò è vietato in presenza di linee continue. Se una linea continua è affiancata ad una discontinua la possibilità di sorpassare la linea è concessa solamente ai veicoli che viaggiano dallo stesso lato della linea discontinua mentre è vietata per i veicoli che provengono dal senso opposto. Il colore delle linee è bianco ma nelle zone con abbondanti precipitazioni nevose possono essere anche di colore giallo.
- Linee di corsia : servono a delimitare le corsie in cui viaggiano veicoli che procedono nella stessa direzione. Generalmente si tratta di linee discontinue ma in prossimità degli incroci o nel caso di corsie riservata agli autobus o alle bici vengono utilizzate linee continue. Le linee di corsia hanno anche funzioni di linee di aiuto alla guida nel traffico nelle intersezioni (in tal caso si tratta di una linea discontinua con dei tratteggi a distanza ravvicinata). Le linee di corsia possono essere integrati da inseti catarifrangenti di colore bianco.
- Linee di bordo carreggiata : sono delle linee che servono a delimitare il bordo della carreggiata. Generalmente si tratta di linee continue ma, se tali demarcazioni vengono utilizzate per delimitare il confine tra la carreggiata e le corsie di accelerazione o decelerazione sono discontinue. La linea può essere corredata da inserti catarifrangenti gialli o rossi (quest'ultimo colore è utilizzato se la linea non deve essere superata per nessuna ragione).
- Linee di divieto di parcheggio : sono delle linee di colore giallo che delimitano il margine stradale (sostituendo le linee di bordo carreggiata) e vietano il parcheggio. Sono generalmente abbinate ad un segnale verticale di divieto di parcheggio, le cui indicazioni prevalgono su quelle della demarcazione in caso di contrasto.

### Demarcazioni trasversali
- Linee di attesa per segnale di "Dare precedenza" : si tratta di una demarcazione trasversale formata da due linee bianche tratteggiate e parallele che indica dove i veicoli devono eventualmente arrestarsi in presenza di un segnale di "Dare precedenza".
- Linee di arresto per segnale di "Stop" : si tratta di una demarcazione trasversale formata da una linea bianca continua che indica dove i veicoli devono sempre arrestarsi in presenza di un segnale di "Stop".
- Linee per attraversamento pedonale semaforizzato : si tratta di due linee bianche fra di loro parallele che delimitano un attraversamento pedonale regolato da semaforo.
- Linee per attraversamento pedonale non semaforizzato : si tratta di una serie di rettangoli di colore bianco disposti col lato lungo parallelo alla linea di mezzeria centrale che servono ad indicare un attraversamento pedonale non semaforizzato. L'attraversamento pedonale è preceduto da una linea di attesa simile a quella utilizzata con i segnali di "Dare precedenza" (ma caratterizzato dalla presenza di una sola linea invece che di due parallele); inoltre, nel tratto immediatamente precedente all'attraversamento, le linee di bordo carreggiata e le linea di mezzeria centrale sono a zig-zag.
- Linee per attraversamento ciclabile : si tratta di una demarcazione costituita da due serie parallele di quadrati bianchi che servono a delimitare un attraversamento ciclabile.

### Simboli e iscrizioni
- Frecce di svolta : indicano le direzioni in cui è possibile svoltare da una corsia; se la direzione è solo una la freccia è accompagnata dalla scritta "SOLO".
- Frecce di avvertenza di linea continua : sono delle frecce che preavvisano che si passerà da un tratto di strada con linea di mezzeria discontinua ad uno con linea di mezzeria continua.
- Frecce di riduzione corsie : indicano che una corsia sta finendo e che i veicoli che la stanno percorrendo devono spostarsi nella direzione della freccia.
- Frecce di inizio corsia riservata : si tratta di una freccia che indica l'inizio di una corsia riservata.
- Frecce di inizio di per il traffico lento : si tratta di una freccia che, corredata dalla scritta "VEH LENTO", indica l'inizio di una corsia per i veicoli lenti.
- Scritta "DESVIO" : indica una deviazione.
- Scritta "LENTO" : indica di rallentare.
- Scritta "PARE" : completa una linea di arresto ad un segnale di "Stop".
- Scritta "SOLO" : indica una corsia riservata; la tipologia di veicoli a cui è dedicata la corsia riservata è indicata anch'essa assieme alla scritta.
- Scritta "MIRE" : ricorda ai pedoni di guardare prima di attraversare la strada; una freccia può indicare in quale direzione è necessario guardare prima di attraversare.
- Simbolo di dare precedenza : si tratta di un simbolo a forma di triangolo che completa la line di attesa ad un segnale di "Dare precedenza",
- Velocità massima : si tratto di un cerchio bianco contenente un numero che indica la velocità massima vigente.
- Divieto di parcheggio : si tratta di un cerchio bianco che contenente una "E" barrata che indica il divieto di parcheggio sulla strada in cui è posto.
- Parcheggio riservato ai disabili : si tratta di un simbolo bianco a forma di carrozzina che indica un parcheggio riservato ai disabili.
- Pista ciclabile : si tratta di un simbolo bianco a forma di bici che è usta per identificare le piste ciclabili.
- Passaggio a livello : si tratta di un simbolo bianco formato da una "X" con affiancate le lettere "F" e "C" che indica la prossimità ad un passaggio a livello.
- Zona scolastica : si tratta di un simbolo che riproduce, sia per forma, che per colori, che per significato l'omonimo segnale verticali.
- Zona pedonale : si tratta di un simbolo che riproduce, sia per forma, che per colori, che per significato l'omonimo segnale verticali.
- Veicoli emergenza : si tratta di un simbolo bianco costituito da un rombo e dalla scritta "PISTA VEH SOS" che identifica le corsie riservate ai veicoli di emergenza (ad esempio ambulanze o automezzi dei pompieri).

### Demarcazioni di altro tipo
- Zebrature : servono a delimitare della parti della carreggiata non transitabili (ad esempio prima di una riduzione delle corsie).
- Demarcazioni per traffico convergente e divergente: sono delle particolari zebrature che servono ad indicare che il traffico converge o diverge (ad esempio in presenza di un'uscita autostradale o di una canalizzazione).
- Demarcazioni di vicinanza ad un ostacolo : sono delle particolari zebrature che servono a delimitare un anticipo un ostacolo situato in mezzo alla strada.
- Box junction : si tratta di una griglia disegnata di colore giallo che indica ai conducenti che non possono impegnare l'incrocio per nessuna ragione se non sono sicuri di poterlo sgomberare per tempo.
- Corsia preferenziale per gli autobus : si tratta di una linea di corsia di colore giallo che delimita una corsia riservata agli autobus. La linea in questione è continua tranne nei punti dove i veicoli sono autorizzati ad entrare nella corsia nelle manovre di svolta. Generalmente le corsie per gli autobus sono identificate anche dalla scritta "SOLO BUS" in colore giallo.
- Fermata autobus : si tratta di uno stallo di fermata per soli autobus indicato da demarcazione tratteggiata di colore bianco con suo interno la scritta "SOLO BUS". Se la fermata dell'autobus è situata all'interno di una corsia riservata tutte le demarcazioni sono in colore giallo.
- Stalli di sosta : servono a delimitare le zono dove è possibile parcheggiare. Le demarcazione utilizzate per gli stalli sono di colore bianco, o se si tratta di parcheggi per disabili
- Bande rumorose di avvertimento : si tratta di una linea dentata che produce un rumore quando i veicoli le passano sopra, con lo scopo di attirare l'attenzione dei conducenti ed evitare che finiscano fuori strada.
- Demarcazioni di avvertimento : si tratta di una serie di demarcazioni trasversali tra di loro parallele che vengono poste prima di un pericolo per indurre un conducente a rallentere.
- Distanziatori : si tratta di demarcazioni di colore bianco che hanno la forma di una punta di freccia tramite le quali i conducenti possono stimare la giusta distanza di sicurezza.
- Demarcazioni per zone nebbiose : si tratta di una serie di triangoli isosceli di colore disegnati sulla carreggiata tramite i quali i conducenti possono regolare la velocità in funzione della visibilità, secondo le indicazioni della segnaletica verticale.
- Indicatore di idrante : si tratta di un catarifrangente di colore azzurro che viene messo nel mezzo della strada per facilitare ai pompieri l'individuazione di un idrante situato ai lati della strada in corrispondenza del catarifrangente.
- Demarcazione per minirotatorie: si tratta di un cerchio bianco disegnato sulla strada per sostituire l'anello rotatorio fisico in una minirotatoria. Il cerchio è corredato da frecce che indicano il senso di percorrenza della rotatoria.

## Elementi di appoggio
Si tratta di elementi che vengono utilizzati in ausilio ai regolari segnali stradali per delimitare ostacoli, curve o restringimenti della strada.

### Elementi di appoggio permanenti
| Segnale cileno | Significato                         | Spiegazione |
|                | Delineatore verticale lato destro   | Servono a delimitare il lato destro della strada; sono caratterizzati dalla presenza di inserti rifrangenti di colore bianco. |
|                | Delineatore verticale lato sinistro | Servono a delimitare il lato sinistro della strada; sono caratterizzati dalla presenza di inserti rifrangenti di colore giallo. |
|                | Delineatore direzionale semplice    | Serve a delimitare il bordo di una curva. |
|                | Delinetore direzioneale doppio      | Serva a delimitare il bordo di una curva. |
|                | Delineatori verticali               | Servono a delimitare un ostacolo sul bordo della strada; generalmente hanno la forma di cilindri blu con inserti bianchi rifrangenti oppure sono dei pannelli piatti con strisce diagonali gialle e nero oppure rosse e bianche.                                     |
|                | Delineatore di vertice              | Serva a delimitare il vertice di uno spartitraffico; si tratta di una struttura semicilindrica di colore blu con due inserti rifrangenti aventi la forma di frecce bianche.                                                                                          |
|                | Colonne verticali illuminate        | Serva a delimitare il vertice di uno spartitraffico; si tratta di una struttura a forma di parallelepipedo in cui è fissato un segnale di passaggio obbligatorio di ostacolo che viene illuminato dall'interno per garantire una migliore visibilità di notte.       |
|                | Inserti rifrangenti                 | Si tratta di inserti rifrangenti di colore bianco o giallo che vengono posti sulla superficie stradale lungo le strisce continue al fine di ricordare all'utente che è vietato il sorpasso della linea continua.                                                     |
|                | Blocchi verticali                   | Sono dei pali verticali di forma cilindrica che vengono posti per impedire fisicamente lo stazionamento dei veicoli ai margini della strada oppure per impedire l'accesso dei veicoli nelle arre pedonali.                                                           |
|                | Blocchi orizzontali                 | Sono dei blocchi orizzontali di colore nero con inserti di colore giallo che vengono utilizzati per impedire che i veicoli in sosta possano avanzare oltre il blocco (e colpire ad esempio i pedoni in transito sul marciapiede antistante lo stallo di parcheggio). |

### Elementi canalizzatori per cantieri
| Segnale cileno | Significato                                 | Spiegazione |
|                | Coni                                        | Servono a delimitare un cambiamento di traiettoria della strada, una riduzione del numero delle corsie o più in generale a guidare il traffico in corrispondenza di un cantiere stradale. |
|                | Delineatore direzionale semplice temporaneo | Serve a delimitare il bordo di una curva in corrispondenza di un cantiere. |
|                | Delineatore direzioneale doppio temporaneo  | Serva a delimitare il bordo di una curva in corrispondenza di un cantiere. |
|                | Delineatori verticali                       | Servono a delimitare un ostacolo sul bordo della strada; sono dei pannelli piatti con strisce diagonali arancioni e bianche. |
|                | Barriere semplici                           | Servono a impedire il transito lungo una strada, a segnalare un restringimento della sezione stradale in corrispondenza di un cantiere oppure vengono utilizzate per delimitare l'area di cantiere. |
|                | Barriere pedonali                           | Servono a delimitare l'area destinata al transito dei pedoni in corrispondenza di un cantiere stradale che coinvolge un marciapiede. |
|                | Barriere articolate                         | Servono a delimitare una variazione della sezione stradale. |
|                | Tamburi stradali                            | Sono dei fusti che vengono utilizzati per delimitare strettoie in corrispondenza di cantieri e più in generale l'area di cantiere. |
|                | Cilindri stradali                           | Servono a delimitare il bordo della strada oppure a separare flussi di traffico che scorrono in senso opposto, che divergono o che convergono. |
|                | Delineatore di vertice                      | Serva a delimitare il vertice di uno spartitraffico in corrispondenza di un'uscita; si tratta di una struttura semicilindrica di colore arancione con due inserti rifrangenti aventi la forma di frecce bianche. |
|                | Frecce direzionali luminose                 | Si tratta di segnali luminosi che mostrano frecce o punte di frecce che si muovono verso destra o verso sinistra (o in entrambi i sensi) per indicare ai conducenti da che parte superare un ostacolo causato da un cantiere stradale. Un altro segnale luminoso tipicamente utilizzato presso i cantieri è costituito da quattro luci circolari: esse invitano a guidare con particolare prudenza. |

## Altri segnali
Sono qui compresi dei segnali stradali che sono ufficialmente previsti dal Manuale sulla segnaletica stradale ma non sono compresi in nessuna della categorie precedentemente esposte.
| Segnale cileno | Significato                        | Spiegazione |
|                | Segnale per nebbia di tipo III     | Consiglia di non superare i superare i 60 km/h se si riescono a vedere due frecce gialla dipinte sulla carreggiata.                                 |
|                | Segnale per nebbia di tipo II      | Consiglia di non superare i superare i 40 km/h se si riesce a vedere una sola freccia gialla dipinte sulla carreggiata.                             |
|                | Segnale per nebbia di tipo I       | Ricorda di ridurre la velocità in caso di nebbia.                                                                                                   |
|                | Velocità consigliata               | Si tratta di un pannello complementare che indica la velocità a cui si consiglia di percorre un tratto di strada (generalmente una curva).          |
|                | Pannello complementare di distanza | Indica la distanza a cui si trova il pericolo indicato dal segnale a cui viene abbinato.                                                            |
|                | Paletta per movieri STOP/SIGA      | Si tratta di una paletta utilizzata dai movieri per bloccare o far procedere il traffico (STOP indica di fermarsi mentre SIGA indica di procedere). |
|                | Indicazione per passaggio pedonale | Indica ai pedoni la direzione in cui si trova il più vicino passaggio pedonale.                                                                     |